# Famille Marbot
Pour les articles homonymes, voir Marbot.

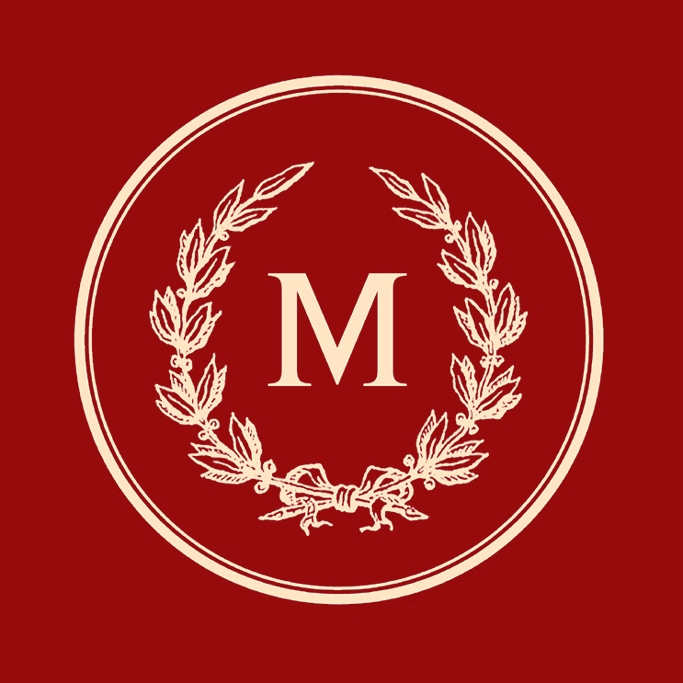
Sceau de la famille Marbot.

La famille Marbot (prononcé /maʁbo/) est une famille française issue de l'ancienne province du Quercy, près du département actuel de la Corrèze, dans le sud-ouest de la France métropolitaine. Elle s'est illustrée principalement dans le domaine militaire.
Son nom est inscrit sur l'Arc de Triomphe à Paris (pilier ouest, 34e colonne).

## Histoire

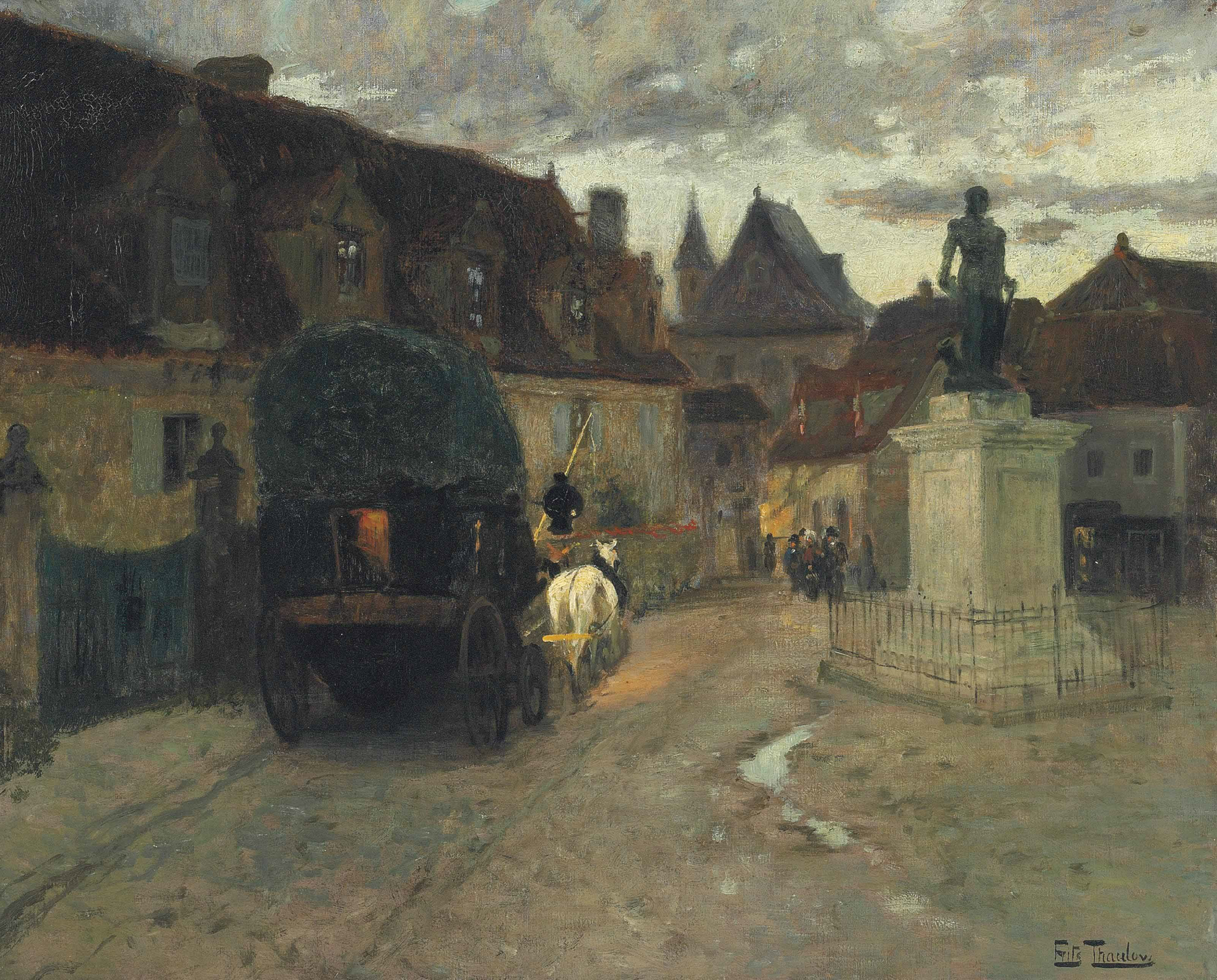
Place Marbot à Beaulieu-sur-Dordogne par Frits Thaulow.

La famille Marbot devient influente au XVIIe siècle, nouant des alliances et faisant société avec plusieurs familles importantes des provinces du Limousin et du Quercy. Ses membres exercent des professions souvent liées au commerce et au droit, ce qui leur apporte une fortune qui leur permet d'acquérir des propriétés et de vivre des revenus de celles-ci.
Cette famille s'illustre particulièrement dans la carrière des armes, fournissant de nombreux officiers d'infanterie, de cavalerie et de marine aux armées françaises, parmi lesquels figurent trois généraux. À partir du XVIIIe siècle, elle participe à l'expansion outre-mer de la France. Ses membres occupent diverses positions dans l'administration des territoires gouvernés par la France, lui donnant deux commissaires, un gouverneur intérimaire et un ordonnateur, jusqu'au déclin progressif de l'empire colonial français au XXe siècle.

## Personnalités

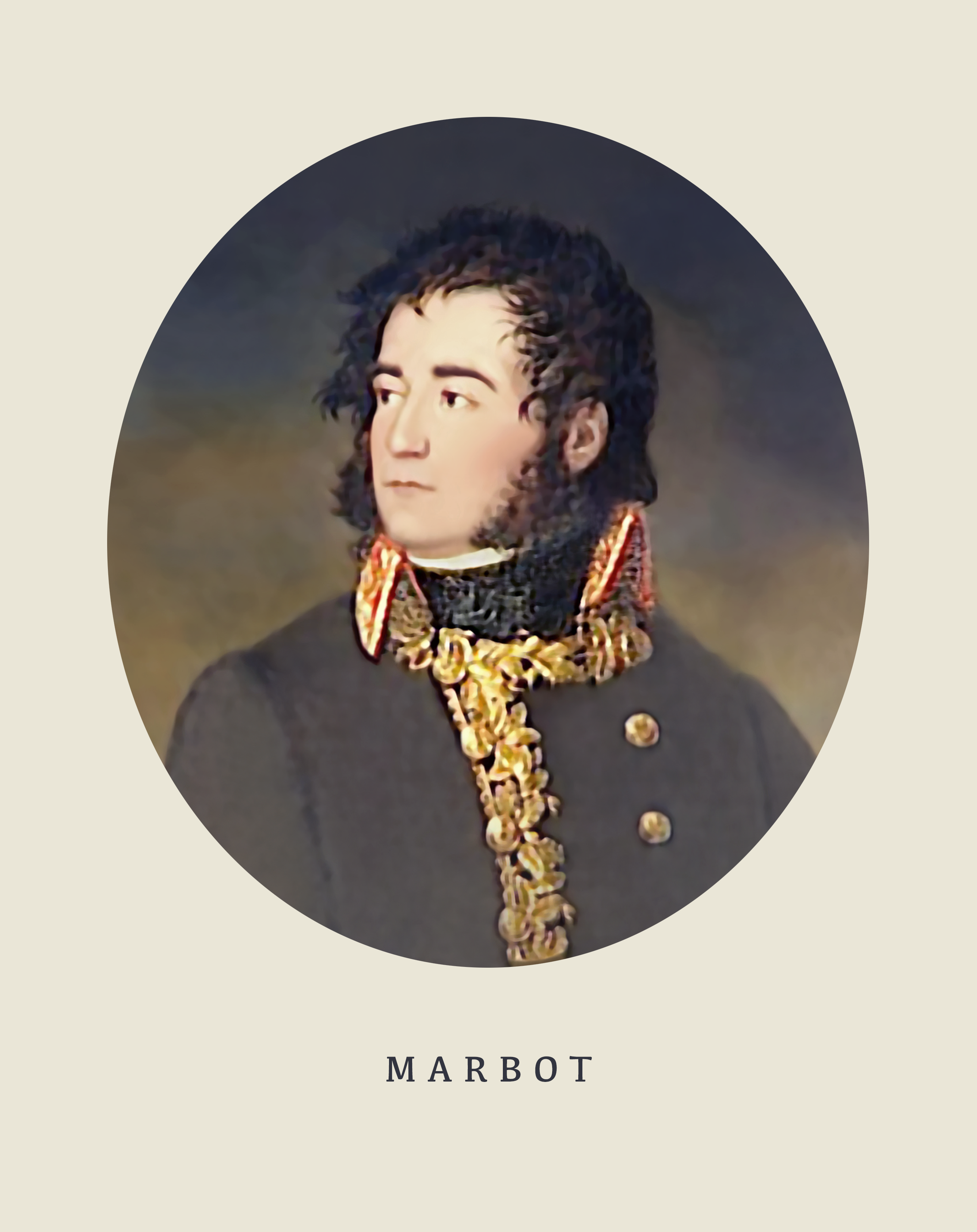
Portrait du général Jean-Antoine Marbot.

Parmi les personnalités issues de cette famille figurent notamment :
- Adolphe Charles Alfred, dit Alfred Marbot (1812-1865), peintre et historien français, spécialisé dans la réalisation de planches uniformologiques[5].
- Antoine Adolphe Marcelin, dit Adolphe Marbot (1781-1844), maréchal de camp français, commandeur de la Légion d'honneur[6].
- Charles Rémy Paul, dit aussi Paul Marbot (1847-1912), commissaire de la Marine française, chevalier de la Légion d'honneur[7].
- François-Achille, dit aussi Achille Marbot (1817-1866), gouverneur intérimaire et ordonnateur de La Réunion, officier de la Légion d'honneur[8].
- Jean-Antoine, dit aussi Antoine Marbot (1754-1800), général de division et homme politique français, nom gravé sur l'arc de triomphe de l'Étoile.
- Jean-Baptiste Antoine Marcelin, dit Marcellin Marbot (1782-1854), lieutenant général français, grand officier de la Légion d'honneur[9].
- Louis Marie Joseph, dit aussi Joseph Marbot (1878-1931), ingénieur français, constructeur de chemins de fer en Turquie et en Syrie.
- Marie Rémy Joseph, dit Joseph Marbot (1862-1929), capitaine de frégate de la Marine française, officier de l'infanterie coloniale, officier de la Légion d'honneur[10].
- René Marie André, dit René Marbot (1922-2020)[11], lieutenant des Forces françaises libres et industriel, officier de la Légion d'honneur, commandeur de l'ordre national du Mérite[12].

## Filiation
La lecture des registres de l'état civil permet de décrire la filiation entre les différentes personnalités notables de la famille.
- Louis Marbot (1600-), épouse en 1631 Mathurine Delafon.
  - Vincent Marbot (1627-1699), né à Beaulieu-sur-Dordogne, bachelier en droit, épouse en 1649 Claude de Vigier.
    - Antoine Marbot (1677-1732), né à Puy-d'Arnac, marchand, épouse en 1706 Anne Derieux.
      - Jean Marbot (1706-1770), né à Puy-d'Arnac, marchand, épouse en 1733 Jeanne Faurie (1719-1779).
        - Jean-François Marbot (1749-), né à Saint-Genest, marchand, épouse en 1780 Perrine Kerbara (1756-).
          - Pierre Marbot (1783-1840), né à Lorient, sous-commissaire de la Marine, épouse en 1812 Anne-Marie d'Aubert (1781-1854).
            - François-Achille Marbot (1817-1866), né à Fort-de-France, gouverneur intérimaire et ordonnateur de La Réunion, épouse en 1842 Rose Labatut (1825-1907)[8].
              - Charles Marbot (1847-1912), né à Fort-de-France, commissaire de la Marine, épouse en 1876 Jeanne-Marie Jaham Desrivaux (1859-1879)[7].
                - Louis Marbot (1878-1931), né à Pondichéry, ingénieur, épouse en 1913 Christine Mihière (1896-1978).
                  - René Marbot (1922-2020), né à Beyrouth, officier et industriel, épouse en 1950 Anne-Marie Lelièvre (1925-1985).

              - Joseph Marbot (1862-1929), né à Basse-Terre, capitaine de frégate, officier de l'infanterie coloniale[10].

  - Louis Marbot (1630-), marchand, épouse vers 1657 Antoinette Barrade (1638-1708).
    - Jean Marbot (1658-1732), né à Beaulieu-sur-Dordogne, marchand, épouse en 1706 Anne Vaureille (-1758).
      - Jean-Pierre Marbot (1720-1775), né à Altillac, marchand, seigneur de La Rivière, épouse en 1741 Antoinette Lacombe de Dauvis (1713-1765).
        - Jean-Antoine Marbot (1754-1800), né à Altillac, général de division et homme politique, épouse en 1776 Marie-Louise de Certain Dupuy (1756-1826).
          - Adolphe Marbot (1781-1844), né à Altillac, maréchal de camp, épouse Eudoxie de Moÿ de Sons[6].
          - Marcellin Marbot (1782-1854), né à Altillac, lieutenant général, épouse en 1811 Angélique Personne-Desbières (1790-1873)[9].
            - Alfred Marbot (1812-1865), peintre et historien.

## Pour approfondir